# 利兹·马吉尔
玛丽·伊丽莎白·马吉尔（英語：Mary Elizabeth Magill，1966年—），通称利兹·马吉尔（Liz Magill），是一位美国法律学者及学术管理者，她曾先后担任弗吉尼亚大学法学院副院长、斯坦福法学院院长、弗吉尼亚大学教务长和宾夕法尼亚大学校长。 
2023年12月，在经历“反犹”问题质询风波后，马吉尔辞去宾夕法尼亚大学校长职务。

## 早年生活和教育
马吉尔是北达科他州法戈人，父親是美国联邦第八巡回上诉法院高级联邦法官弗兰克·马吉尔。她的兄弟小弗兰克·马吉尔是明尼苏达地方法院第四司法区的地区法官。马吉尔于1988年获得耶鲁大学历史学文学学士学位，并担任耶鲁大学民主党分部负责人，1995年获得弗吉尼亚大学法学院法律博士学位。

## 职业生涯
1988年至1992年，马吉尔担任美国北达科他州参议员肯特·康拉德的高级助理。 
1995年至1996年期間，马吉尔担任美国联邦第四巡回上诉法院法官J·哈维·威尔金森三世的律政書記，1996年至1997年担任美国最高法院法官露絲·貝德·金斯堡的书记员。 她也是美国法律协会的成员。 
1997年，马吉尔來到弗吉尼亚大学法学院任教。 2009年至2012年担任弗吉尼亚大学法学院副院长。
2012年，她出任斯坦福大学法学院院长兼法学教授。 
2016年，马吉尔当选美国文理科学院院士。
2019年，她重返弗吉尼亚大学，担任该校的教务长。
2022年7月，马吉尔出任宾夕法尼亚大学校长，同時兼任宾夕法尼亚大学凯里法学院法学教授。 

### 2023年辞职风波
2023年9月下旬，宾大校内举办的“巴勒斯坦写作文学节”引发争议，一些学生和全国性的犹太团体反对该活动，指责数位演讲者有反犹太主义言论，会威胁到校内犹太学生的安全和归属感。宾大管理层回应称该校明确并强烈地谴责反犹太主义，同时表示该活动不是由大学组织的。阿波羅全球管理的CEO马克·罗恩对此指责宾大管理层未能谴责“充满仇恨”的巴勒斯坦写作文学节。
2023年10月阿克薩洪水行動以及以色列—哈馬斯戰爭爆發後，不少大额捐赠者指责宾大管理层未能充分地谴责哈马斯，威胁停止捐赠来抗议宾大管理层，洪博培致信马吉尔校长，表示“对于哈马斯对以色列人民犯下的历史性罪恶，该大学的沉默创下了新低（唯一的反应应该是彻底谴责）”。2023年11月，为了回应抗议，马吉尔宣布全校范围内打击反犹太主义的计划，其中包括設立一个特别工作组和一个学生咨询小组。
2023年12月5日，众议院教育和劳动力委员会就大学校园的反犹太主义召開聽證會，马吉尔与麻省理工学院校长莎莉·科恩布鲁斯和哈佛大学校长克劳丁·盖伊一同前往參加聽證會。共和党籍女议员埃莉斯·斯蒂芬尼克質問三位校長，如果有人在校內呼吁对犹太人进行种族灭绝，這一舉動是否屬於欺凌和骚扰，是否違反校規。马吉尔表示是否屬於欺凌、骚扰以及違反校規“取决于具体情况”。马吉尔事后在网上发布视频道歉并试图澄清其表述，但其反响已不可逆转。民主党籍宾夕法尼亚州州长喬什·夏皮羅批评其言论“不可接受”且“可耻”，74名国会议员签署联名信要求三位校长下台。
宾夕法尼亚大学沃顿商学院顾问委员会要求賓夕法尼亞大學的領導層下台。 Stone Ridge Asset Management首席执行官罗斯·史蒂文斯 (Ross Stevens) 威胁，除非马吉尔下台，否则他将撤回对宾夕法尼亚大学沃顿商学院价值1亿美元的捐赠。
2023年12月9日，马吉尔決定辞去校長职务。 她将保留终身教职，继续担任臨時校長，直至有新的人選產生。 同日辞去校董事会主席的斯科特·博克（Scott Bok）为其辩解，表示马吉尔“丝毫没有反犹太主义倾向”，称其只是错误地“对一个道德问题给出了法律主义的回答”。美国大学教授协会宾夕法尼亚大学分会发表公开声明，谴责外部力量在决定大学领导人方面所发挥的作用。